# Jordana Spiro

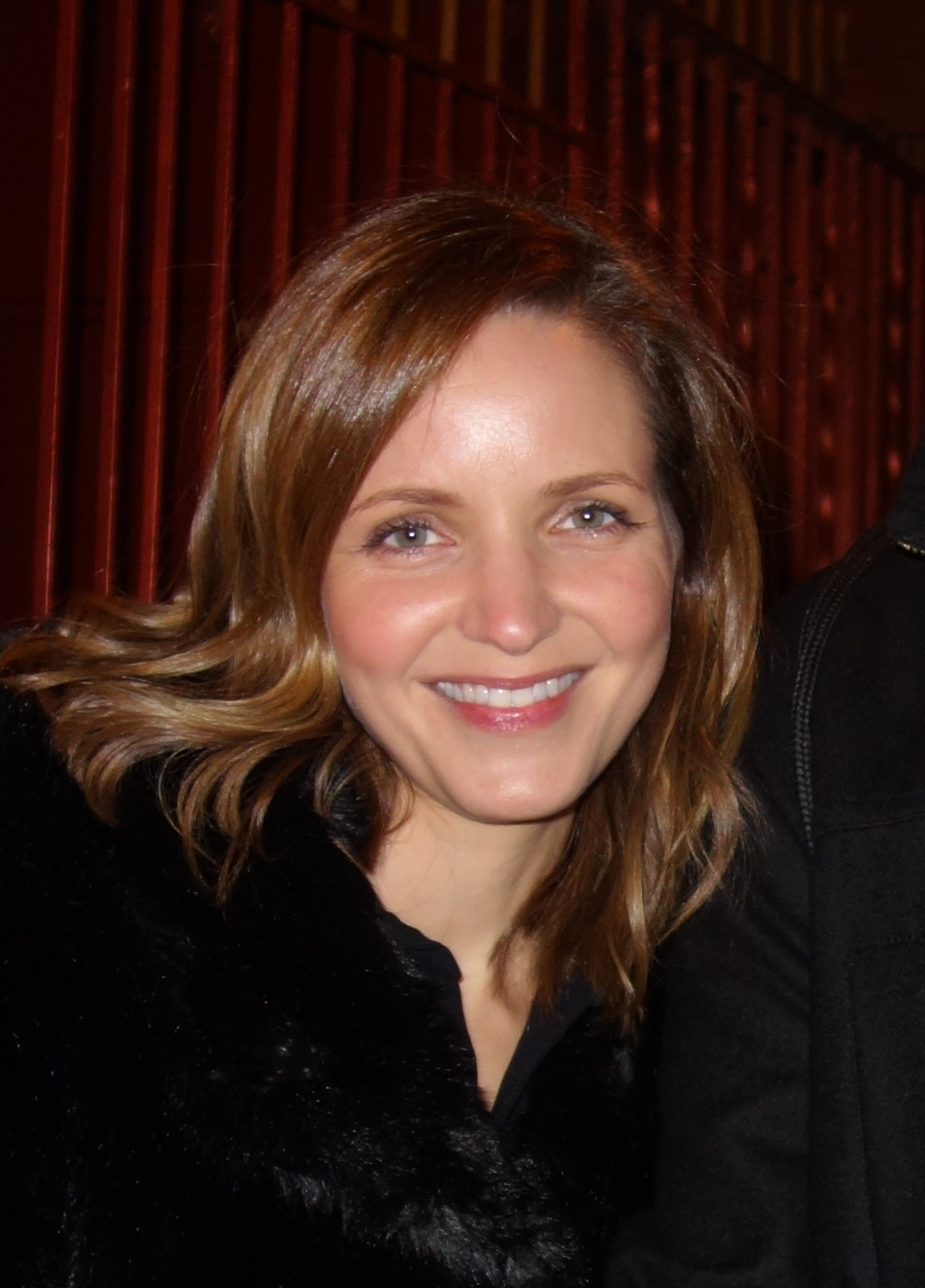
Jordana Spiro (2016)

Jordana Ariel Spiro (* 12. April 1977 in New York City, New York) ist eine US-amerikanische Schauspielerin, die vor allem durch ihre Rolle der P.J. Franklin in der TBS-Serie My Boys bekannt ist.

## Leben und Karriere
Aufgewachsen ist Jordana Spiro unter jüdischer Erziehung mit ihrem Bruder und ihren drei Schwestern in Manhattan. In ihrer Kindheit nahm sie auf nationaler Ebene an Schachturnieren teil. Sie studierte am Circle in the Square Theatre und an der Royal Academy of Dramatic Art in London. Im Herbst 2009 begann sie mit dem MFA-Programm an der Columbia University. Des Weiteren besuchte sie das Odyssey Theatre in Los Angeles.
Nach ersten Auftritten in Serien wie Maybe This Time (1995), Buffy – Im Bann der Dämonen (1997), Beverly Hills, 90210 (1998) und Undressed – Wer mit wem? (2000) sowie in den Filmen Ihre einzige Chance (1996) und Haus der stummen Schreie (1996) hatte sie von 2000 bis 2001 ihre erste Serienhauptrolle in The Huntress. Die Serie brachte es auf 28 Folgen. Nach Auftritten in CSI: NY, Cold Case – Kein Opfer ist je vergessen, JAG – Im Auftrag der Ehre, Out of Practice – Doktor, Single sucht … und Frau mit Hund sucht … Mann mit Herz bekam sie 2006 die Rolle der Sportjournalistin Penelope Jane „P.J.“ Franklin in der bis 2010 auf TBS ausgestrahlten Serie My Boys. Nach einem sieben Folgen umfassenden Handlungsbogen in Harry’s Law und einem Auftritt von über zwei Folgen in Dexter bekam sie 2012 ihre nächste Hauptrolle in der Serie The Mob Doctor des Senders Fox. Jedoch erzielte die Serie so schlechte Einschaltquoten, dass sie bereits im November 2012 wieder vom Sender eingestellt wurde.

## Filmografie (Auswahl)
- 1995: Maybe This Time (Fernsehserie, Folge 1x09)
- 1996: Ihre einzige Chance (Her Last Chance)
- 1996: Haus der stummen Schreie (If These Walls Could Talk)
- 1997: Buffy – Im Bann der Dämonen (Buffy the Vampire Slayer, Fernsehserie, Folge 2x05)
- 1998: Palm Beach-Duo (Silk Stalkings, Fernsehserie, Folge 7x14)
- 1998: Beverly Hills, 90210 (Fernsehserie, Folge 9x03)
- 1998: One World (Fernsehserie, 2 Folgen)
- 1999: From Dusk Till Dawn 3 – The Hangman’s Daughter (From Dusk Till Dawn 3: The Hangman’s Daughter)
- 2000: Undressed – Wer mit wem? (Undressed, Fernsehserie, 3 Folgen)
- 2000–2001: The Huntress (Fernsehserie, 28 Folgen)
- 2005: CSI: NY (Fernsehserie, Folge 1x13)
- 2005: Cold Case – Kein Opfer ist je vergessen (Cold Case, Fernsehserie, Folge 2x14)
- 2005: JAG – Im Auftrag der Ehre (JAG, Fernsehserie, 3 Folgen)
- 2005: Frau mit Hund sucht … Mann mit Herz (Must Love Dogs)
- 2005: Out of Practice – Doktor, Single sucht … (Out of Practice, Fernsehserie, 2 Folgen)
- 2006–2010: My Boys (Fernsehserie, 49 Folgen)
- 2008: Das Jahr, in dem wir uns kennen lernten (The Year of Getting to Know Us)
- 2009: The Goods – Schnelle Autos, schnelle Deals (The Goods: Live Hard, Sell Hard)
- 2011: Lost & Found
- 2011: Harry’s Law (Fernsehserie, 7 Folgen)
- 2011: Trespass
- 2011: Dexter (Fernsehserie, 2 Folgen)
- 2012–2013: The Mob Doctor (Fernsehserie, 13 Folgen)
- 2013–2014: Good Wife (The Good Wife, Fernsehserie, 4 Folgen)
- 2015–2020: Blindspot (Fernsehserie, 11 Folgen)
- 2015–2016: Royal Pains (Fernsehserie, 3 Folgen)
- 2017–2022: Ozark (Fernsehserie, 24 Folgen)
- 2019: To the Stars
- 2020: Evil (Fernsehserie, Folge 1x12)
- 2021: Fear Street – Teil 1: 1994 (Fear Street Part One: 1994)
- 2021: Fear Street – Teil 2: 1978 (Fear Street Part Two: 1978)
- 2021: Fear Street – Teil 3: 1666 (Fear Street Part Three: 1666)
- 2021: Small Engine Repair
- 2022–2024: Law & Order: Special Victims Unit (Fernsehserie, 4 Folgen)